# Emil Dercks
Traugott Richard Emil Dercks (* 17. Oktober 1849 in Donnerau, Kreis Waldenburg; † 5. November 1911 in Breslau) war ein deutscher Organist und Komponist.

## Leben und Wirken
Geboren wurde Emil Dercks als Sohn des Lehrers Carl Eduard Dercks und seiner Frau Henriette Auguste Ottilie Dercks, geb. Schmalz.
Von 1876 bis 1877 besuchte er das Königliche Institut für Kirchenmusik in Berlin. Seine erste Anstellung erhielt er als Kantor und Organist an der Marienkirche zu Köslin. Dort war er Gründer des „Oratorien- und Konzertvereins“. Seit 1893 war er Königlicher Musikdirektor. Im Jahr 1896 wurde er Kantor und Oberorganist der Elftausend-Jungfrauen-Kirche in Breslau. In der Stadt war er weiterhin als Dirigent verschiedener Vereine tätig. So leitete er unter anderem den Waetzoldtschen Männergesangverein sowie die Sängerschaft Fridericiana. Bis zu seinem Lebensende war er zudem als Komponist aktiv.
In Köslin wurde Emil Dercks seit Mai 1897 Mitglied der Freimaurerloge „Maria zum goldenen Schwert“. In Breslau gehörte er zudem der Loge „Friedrich zum goldenen Zepter“ an.

## Familie
Am 3. Oktober 1878 heiratete er in Kreuzburg in Oberschlesien Olga Elsbeth Anna Bertha Welczek, die Tochter des kgl. Kanzleirats und Stadtverordnetenvorstehers Franz Welczek. Mit seiner Frau hatte er drei Kinder, darunter die Zahnärztin Henriette Olga Emmy Helene Dercks, welche mit dem Geologen Hans von Staff gen. von Reitzenstein verheiratet war.

## Publikationen
- „Die Geister der Heimat“, Opus 19 für Frauenchor und Soli
- 12 Festmotetten Opus 17
- Vorspiel zu „Allein Gott in der Höh sei Ehr“
- Vorspiel zu „Jesus meine Zuversicht“
- Liederbuch für mittlere und höhere Knaben- und Mädchenschulen sowie für Seminare und Lyzeen, mehrere (vermutlich vier) Bände und Auflagen, erschienen im Verlag Max Woywod Breslau sowie Velhagen & Klasing Bielefeld und Leipzig.
- Liederbuch für mittlere und höhere Mädchenschulen sowie für Lyzeen und Studienanstalten, Verlag C. Meyer Hannover, mehrere Bände
- Choralbuch für das schlesische Provinzial-Gesangbuch, Verlag W. G. Korn, Breslau, 1925 zweite Auflage